# Гластиан
Гластиан (англ. Glastian) (умер в 830, Кингласси) — святой, епископ Файфа. День памяти — 28 января.
Святой Гластиан из Кингласси (Kinglassie, Kinglace) родился в графстве Файф (Шотландия). Будучи епископом Файфа, он проводит службы во времена кровавой войны между пиктами и скоттами. После того, как пикты были покорены, святой Гластиан много сделал, чтобы облегчить их участь.
Гластиан считается святым покровителем Кингласси (графство Файф) и особо почитается в Кинтайре.